# Family Circle Cup 1993
Il Family Circle Cup 1993 è stato un torneo di tennis giocato sulla terra verde. È stata la 21ª edizione del Family Circle Cup, che fa parte della categoria Tier I nell'ambito del WTA Tour 1993. Si è giocato al Family Circle Tennis Center di Hilton Head negli Stati Uniti dal 29 marzo al 4 aprile 1993.

## Campionesse

### Singolare
Steffi Graf ha battuto in finale  Arantxa Sánchez Vicario con il punteggio di 7–6(8), 6–1

### Doppio
Gigi Fernández /  Nataša Zvereva hanno battuto in finale  Katrina Adams /  Manon Bollegraf con il punteggio di 6–3, 6–1